# Collet dels Termes
El Coll dels Termes, o de les Termes, és una collada situada a 821,3 metres d'altitud. És en el límit dels termes municipals de Sant Feliu de Codines, de la comarca del Vallès Oriental, Gallifa, de la del Vallès Occidental, de Castellterçol i de Sant Quirze Safaja, tots dos de la del Moianès.
Està situat en el punt de trobada de la Serra del Bosc Gran (al nord-oest del coll) i del Serrat de l'Escaiola, a llevant. És en el racó sud-oest del terme de Sant Quirze Safaja, a l'extrem meridional del de Castellterçol, al nord-est del de Gallifa i al nord-oest del de Sant Feliu de Codines.